# Pasi Tauriainen
Pasi Tauriainen (ur. 4 października 1964 w Rovaniemi) – fiński piłkarz grający na pozycji pomocnika. W swojej karierze rozegrał 34 mecze w reprezentacji Finlandii i strzelił w nich 2 gole.

## Kariera klubowa
Swoją karierę piłkarską Tauriainen rozpoczął w klubie RoPS Rovaniemi. W 1984 roku zadebiutował w jego barwach w rozgrywkach pierwszej ligi fińskiej. W 1986 roku zdobył z RoPS Puchar Finlandii. W tym samym roku odszedł do belgijskiego Berchem Sport, z którym w sezonie 1986/1987 spadł z pierwszej do drugiej ligi. W 1987 roku wrócił do klubu z Rovaniemi i grał w nim do końca 1989 roku.
W 1990 roku Tauriainen przeszedł do HJK Helsinki. W 1990 i 1992 roku wywalczył z HJK dwa tytuły mistrza Finlandii. W 1993 roku zdobył z HJK Puchar Finlandii. W HJK występował do końca swojej kariery, czyli do końca 1995 roku.
| Sezon   | Klub           | Kraj      | Rozgrywki      | Mecze | Bramki |
| ------- | -------------- | --------- | -------------- | ----- | ------ |
| 1984    | RoPS Rovaniemi | Finlandia | Mestaruussarja | 22    | 2      |
| 1985    | RoPS Rovaniemi | Finlandia | Mestaruussarja | 22    | 4      |
| 1986    | RoPS Rovaniemi | Finlandia | Mestaruussarja | 22    | 11     |
| 1986/87 | Berchem Sport  | Belgia    | Eerste klasse  | 10    | 1      |
| 1987    | RoPS Rovaniemi | Finlandia | Mestaruussarja | 15    | 5      |
| 1988    | RoPS Rovaniemi | Finlandia | Mestaruussarja | 6     | 1      |
| 1989    | RoPS Rovaniemi | Finlandia | Mestaruussarja | 22    | 8      |
| 1990    | HJK Helsinki   | Finlandia | Veikkausliiga  | 26    | 3      |
| 1991    | HJK Helsinki   | Finlandia | Veikkausliiga  | 28    | 4      |
| 1992    | HJK Helsinki   | Finlandia | Veikkausliiga  | 27    | 9      |
| 1993    | HJK Helsinki   | Finlandia | Veikkausliiga  | 6     | 2      |
| 1994    | HJK Helsinki   | Finlandia | Veikkausliiga  | 24    | 4      |
| 1995    | HJK Helsinki   | Finlandia | Veikkausliiga  | 10    | 0      |

## Kariera reprezentacyjna
W reprezentacji Finlandii Tauriainen zadebiutował 6 sierpnia 1986 w przegranym 1:3 towarzyskim meczu ze Szwecją, rozegranym w Helsinkach. W swojej karierze grał w: eliminacjach do ME 1988, do MŚ 1990, do ME 1992 i do MŚ 1994. Od 1986 do 1993 roku rozegrał w kadrze narodowej 34 mecze i strzelił w nich 2 gole.